# Lụa Vân Cẩm
Nam Kinh thổ cẩm, còn được gọi là lụa Vân Cẩm (南京云锦), là một loại thổ cẩm làm ở Nam Kinh, Giang Tô, Trung Quốc. "Thêu kim tuyến" là một thuật ngữ chung cho các loại vải lụa hoa truyền thống. Trước đây, Vân Cẩm chỉ sản xuất và phục vụ cho hoàng gia. Mãi cho đến triều đại nhà Thanh, sự phát triển của Vân Cẩm đã trở nên phổ biến ngay cả tầng lớp bình dân.
Nam Kinh có Vân Cẩm nổi tiếng với công nghệ tinh tế, thanh lịch và mịn. Mẫu mã đa dạng và nhiều họa tiết đám mây đẹp như đám mây trên bầu trời, vì vậy tên của nó Vân Cẩm.